# چاکرا قلب

Anahata chakra with peaked circle around a six-pointed star

چاکرا قلب با نام اصلی اناهاتا یا اناهات{(به انگلیسی: Anahata) {(به سانسکریت: अनाहत)مرکز چهارم چرخ و گل نیلوفری موسوم به اناهاتا (آناهاتا) است، که در ناحیه قلب واقع شده‌است و  قرارگاه دم حیاتی و جان و روان است. این مرکز عرفانی به صورت نیلوفری سرخ است که دوازده گلبرگ طلائی دارد و مطابق با عنصر هوا است.

## شبکه قلب
یوگی معبر نیرو را در مراکز مختلف احساس و تجارب لازم را برای سطوح بالاتر ترکیب می‌کند. معمولاً شبکه قلب (Cardiacplexus) را با اناهات، (Anahat) چاکرای دوازده پره ای تشخیص می‌دهد که در واقع در درون نخاع فقراتی است.

## اناهات نادا
مرحلهٔ روحی تکامل معنوی یوگی را در سطح استغراق روانی، در حالت جذبه(trance)، لایا یوگا می‌نامند، که معمولاً مراحل تمرکز ذهن یا تفکر عمیق، مقدم بر این مرحله است؛ و سرانجامِ این مرحله، تجرد روانی است که از طریق تثبیت روان بر انتارناندا (Antarnanda)، حاصل می‌گردد، یعنی صداهای شنیداری درونی که شبیه تیک تاک زنگ ساعت، نوای فلوت، طبل زدن، رعد و غیره است، که آنها را موسیقای اناهات نادا (Anahat Nada) می‌گویند.